# Bataille d'Abaran
Campagne du Caucase
Première Guerre mondiale
Batailles
- Offensive Bergmann
- Sarikamis
- Ardahan (en)
- Van
- Manzikert
- Kara Killisse
- Erzurum
- Trébizonde (en)
- Bitlis
- Erzincan
- Expédition allemande
- Sardarapat
- Abaran
- Karakilisa
- Bakou

La bataille de Bach Abaran (en arménien : Բաշ Աբարանի ճակատամարտ Bach Abarani chakatamart ; en turc : Baş-Abaran Muharebesi) est une bataille de la campagne du Caucase de la Première Guerre mondiale qui a eu lieu en 1918 dans les environs de Bach Abaran. Les victoires arméniennes à Bach Abaran, Sardarapat et Karakilisa, mettent un coup d'arrêt à l'invasion ottomane de l'Arménie orientale et ont contribué à permettre la formation de l'éphémère République démocratique d'Arménie,.

## Déroulement
Les forces ottomanes attaquent le 21 mai, se dirigeant en direction d'Erevan. Ils sont stoppés par les forces arméniennes sous le commandement de Drastamat Kanayan. Les Ottomans mènent leur attaque sur trois fronts, l'un composé du 3e régiment de la 11e division du Caucase, qui manœuvre à partir de Hamamlu. Ils rencontrent une force arménienne d'environ 1 000 fantassins sous le commandement de Movsès Silikian au défilé de Bach Abaran, à trois heures de marche d'Erevan. Après trois jours de combats acharnés les Arméniens lancent une contre-attaque contre les Ottomans le 25 mai. Le 29 mai, malgré une supériorité numérique évidente, les forces ottomanes se retirent du Nord en direction de Hamamlu.